# Complete Control
"Complete Control" (en español "control completo") es una canción y un sencillo de la banda punk británica The Clash emitido en septiembre de 1977 e incluido en la versión americana de su álbum de debut.

## Significado
"Complete Control" expresa una crítica a las compañías discográficas motivada por el accionar de la discográfica de la banda,  CBS Records, que emitió el sencillo "Remote Control" sin esperar su aprobación. La letra del tema comienza diciendo "They said, 'release Remote Control' but we didn't want it on the label" (en español: "ellos dijeron 'lancen Remote Control' pero nosotros no queríamos"). Además, la letra hace referencia a los mánagers de los grupos que querían atribuirse el control completo sobre sus representados como Bernie Rhodes (de The Clash) y Malcolm McLaren (de Sex Pistols). En efecto, el título del tema refiere a esto:

Bernie [Rhodes] se reunió con nosotros en The Ship del Soho luego del Anarchy Tour. Dijo que quería control completo... Salí del club con Paul [Simonon] cayéndome al piso de la risa por esas palabras.
Joe Strummer, 1991

## Historia
La canción fue grabada en los Sarm East Studios y producida por Lee Perry, invitado especialmente por los miembros del grupo cuando se enteraron de que se encontraba en Londres produciendo para Bob Marley & the Wailers.
"Complete Control" fue el primer tema que contó con la participación de Topper Headon tocando la batería en lugar de Terry Chimes y, además, fue el primero de la banda en llegar al top 30 del UK singles chart.
En 2004 la revista Rolling Stone la ubicó #361 en su Lista de las 500 mejores canciones de todos los tiempos.
La canción del grupo también fue includia en el juego "Guitar Hero Aerosmith".